# Ordine di Cienfuegos
L'Ordine di Cienfuegos è un ordine socialista cubano, intitolato al combattente per la libertà e rivoluzionario Camilo Cienfuegos Gorriarán.

## Descrizione
L'ordine è concesso ai membri delle Forze armate rivoluzionarie cubane, sia in servizio militare attivo, nella riserva o in pensione, ed è stato assegnato ai militari di paesi amici come l'Unione Sovietica, per "meriti straordinari nel pianificare o completare azioni di combattimento, nella difesa dei principi e della sovranità della repubblica di Cuba".

## Insegne
La croce dell'ordine è appuntata sul petto, ed è fatta di argento dorato, il nastro è blu, giallo e cremisi.